# Rafael Kubelík
Rafael Jeroným Kubelík, född 29 juni 1914 i Býchory, Böhmen, Österrike-Ungern (i nuvarande Tjeckien), död 11 augusti 1996 i Kastanienbaum, Luzern, Schweiz, var en tjeckisk tonsättare och dirigent. 

## Biografi
Kubelík studerade först violin för sin far, violinisten Jan Kubelík, senare violin, komposition och dirigering vid Pragkonservatoriet, där han tog examen 1933.
1939 blev Kubelík kapellmästare vid operan i Brno, en position han innehade tills nazisterna stängde operan hösten 1941. 1942 tillträdde han som chefsdirigent för Tjeckiska Filharmonin i Prag. Efter att vid ett flertal tillfällen öppet ha demonstrerat sitt ogillande av naziregimen blev Kubelík tvungen att gå under jorden 1944. Han återkom dock på dirigentpulten efter krigsslutet i maj 1945. 
Efter det kommunistiska maktövertagandet vid Pragkuppen 1948 hoppade Kubelík och hans hustru av till väst. Kubelík motiverade avhoppet med att han redan hade upplevt en diktatur och inte hade för avsikt att leva under ännu en.
Därmed inleddes en lysande internationell dirigentkarriär. Kubelík var chefsdirigent för Chicago Symphony Orchestra (1950–1953), kapellmästare vid Covent Garden (1955–1958) och chefsdirigent för Bayerska Radions Symfoniorkester (1961–1979). Han gästspelade också flitigt i Europa och USA och gjorde uppmärksammade framträdanden med Berlinfilharmonikerna, Wienerfilharmonikerna, Concertgebouworkestern, Orchestre de Paris m.fl. orkestrar. Hos Kungliga Filharmonikerna i Stockholm gästspelade han åtskilliga gånger (första gången 1948). 
Rafael Kubelík är rikt representerad på grammofoninspelningar, och många av dessa rankas högt av kännare världen över. Bl a har hans Mahlertolkningar fått något av kultstatus över sig.
Efter 1985 tvingades Kubelík att skära ner på sina framträdanden, då han drabbats av reumatism.
Rafael Kubelík var också verksam som tonsättare. I hans verkförteckning märks fem operor, ett antal symfonier, körverk, kammarmusik med mera.
Kubelík invaldes 1966 som ledamot av Kungl Musikaliska Akademien i Stockholm.